# Zwischen den Zeiten (Film)
Zwischen den Zeiten ist ein deutscher Spielfilm aus dem Jahr 2014. Der Film erschien in der Reihe Herzkino des ZDF und wurde aus Anlass des 25. Jahrestags der Maueröffnung am 9. November 2014 erstmals ausgestrahlt.

## Handlung
Die siebzehnjährige West-Berliner Schülerin Annette Schuster hat sich 1986 bei einem Schulausflug in die DDR in den Potsdamer Schüler und Pfarrerssohn Michael Rosch verliebt. Rosch versteckt sich in ihrem Schulbus, um aus der DDR zu fliehen, wird aber von ihr entdeckt. Sie hat Angst vor möglichen Folgen und schickt ihn an einer Raststätte aus dem Bus. Das MfS hat den Fluchtversuch beobachtet, bedroht Michael mit einer Gefängnisstrafe und wirbt ihn stattdessen als inoffiziellen Mitarbeiter an. Später wird er zum IM im besonderen Einsatz befördert, darf Medizin studieren und spioniert hier Medizinstudenten, Ärztekollegen und die renommierte Nuklearmedizinerin Prof. Dagmar Evert aus.
Achtundzwanzig Jahre später arbeitet Annette Schuster als Teamleiterin bei der Rekonstruktion von 16.000 Säcken mit zerrissenen Stasi-Akten mit. Auch ihr Freund, Johannes Güttler, arbeitet als Historiker im Team. Sie hat einen längst erwachsenen Sohn aus ihrem Potsdamer Liebesabenteuer, der seinen leiblichen Vater nicht kennt.
Eines Tages entdeckt Annette zerrissene Observationsfotos ihres damaligen Liebhabers, kurz darauf seine IM-Akte mit handschriftlicher Verpflichtungserklärung. Sie gibt sich eine Mitschuld an seiner späteren Stasi-Karriere, sucht die Aussprache mit ihm und ist dabei, sich erneut zu verlieben. Das bringt sie in einen Gewissenskonflikt. Schließlich ist sie seit Jahren in einer festen Beziehung. Ihren Vertrauten und Arbeitskollegen Dr. Jörn Rabe weiht sie in ihre Vergangenheit ein; doch hat er seine speziellen Probleme mit der Stasi und deren Machenschaften. Sein Freund, ein Regimekritiker der DDR, ist vor einiger Zeit infolge einer absichtlichen Verstrahlung mit Strontium 90 durch das MfS an Krebs gestorben. Auch Rabe ist schwer krank und Annette bringt ihn dazu, sich ausgerechnet von Michael untersuchen zu lassen. Doch auch er kann ihm nur eine 50:50-Chance zusprechen, die Krankheit zu besiegen.
Als Michael von Annette die wahren Gründe erfährt, weshalb sie ihn jetzt nach so vielen Jahren kontaktiert hat, ist er zutiefst verärgert. Eigentlich will er sie wegschicken, bringt das dann aber doch nicht fertig und sie verbringen die Nacht miteinander. Nachdem ihnen die Dramatik ihrer Vergangenheit vollends bewusst und ihnen klar wird, dass sie beide Schuld auf sich geladen haben, erscheint auch noch Michaels damaliger Führungsoffizier. Er versucht Misstrauen zu streuen, dass Annette nur aus Karrieregründen seine Nähe suchen würde. Im Moment stocke die Maschine, die die Stasiunterlagen digital zusammensetzen soll, was ihnen noch ein wenig Zeit lassen würde zu handeln. Doch Michael will davon nichts hören. Dennoch streitet er sich mit Annette, die allmählich begreift, welches Ausmaß Michaels Arbeit als IM wahrscheinlich angenommen hat. Ganz gezielt wurde er auf Professorin Evert angesetzt. Michael erfährt in ihrem Streit von der Existenz seines Sohnes und tritt nun die Flucht nach vorn an. Er sucht Johannes Güttler auf und bringt ihm Unterlagen, die beweisen, dass die Radiologin Evert nicht daran geforscht hat, wie viel ionisierende Strahlung ein Mensch schadlos übersteht, sondern im Gegenteil, ab wann die Dosis todbringend ist. Das Ziel war die Erkrankung und die Frage, welches Element am effektivsten wirkt. Dennoch bleibt eine Schuld, auch bei ihm.
Welche Konsequenz Michaels Aussage gegen Professorin Evert hat, bleibt offen. Annette arrangiert ein Treffen zwischen ihrem Sohn und seinem Vater. Sie erkennt für sich, dass der Mensch nicht „zwischen den Zeiten“ leben kann: „Man muss sich dem Leben stellen, mit all seinen Fehlern.“

## Hintergrund
Die Drehbuchautoren wurden von einem authentischen Fall inspiriert. Wie im Film arbeitet das Fraunhofer-Institut für Produktionsanlagen und Konstruktionstechnik in Berlin am sogenannten Stasi-Schnipsel-Projekt. Gedreht wurde aber nicht im Institut, sondern in einem Hochhaus am Potsdamer Platz. Der reale Leiter des Stasi-Schnipsel-Projekts heißt Bertram Nickolay und war ein naher Freund des unter mysteriösen Umständen zu Tode gekommenen DDR-Kritikers Jürgen Fuchs. Begleitend zur Liebesgeschichte wurde eine eigene ZDF-History-Folge produziert, in der Erkenntnisse aus dem Schnipselprojekt vorgestellt werden.

## Kritiken
Tilmann P. Gangloff befand bei tittelbach.tv, Zwischen den Zeiten lebe „vor allem von der eindrucksvollen Komplexität dieser Geschichte.“ „Die Dramaturgie der Erzählung funktioniert ähnlich wie die Arbeit an den Papierfetzen: Der Film von Hansjörg Thurn gibt diese Details und einige weitere brisante Bruchstücke erst nach und nach preis. Dabei bedienen sich Buch und Regie einer Rückblendendramaturgie, die mit den fahlen Bildern der Vergangenheit die Erinnerungen und Erkenntnisse der Gegenwart illustriert. Zu den wenigen Schwächen des Films gehört die übliche Unterschätzung des Publikums.“
Bei Spiegel online meinte Christian Buß: „‚Zwischen den Zeiten‘ fußt auf einem komplexeren Konzept von Schuld.“ „Der Genretopos der bedingungslosen Liebe wird […] dazu genutzt, einen ebenso bedingungslosen Raum zu schaffen, in dem offen Lüge und Verrat verhandelt werden können – und in dem auf diese Weise viel differenzierter vom Standhaftbleiben und vom Mitmachen erzählt wird als in herkömmlichen.“
Barbara Möller bei Welt urteilte sehr kritisch: „Im bundesrepublikanischen Politikbetrieb mag der eine oder andere ja naiv sein, aber so verblödet, sich so einen Kuckuck ins eigene Nest zu setzen, ist man rund ums Kanzleramt dann doch nicht. Zufälligerweise hat sich Michael Rosch einst als OibE [Offizier im besonderen Einsatz] vorrangig um diese Dagmar Evert gekümmert, weshalb er jetzt – durch Liebe geläutert – belastende Papiere hervorzaubern kann. Was für eine haarsträubende Volte.“
Die Kritiker der Fernsehzeitschrift TV Spielfilm vergaben nur eine mittlere Wertung (Daumen gerade) und meinten: „25 Jahre Mauerfall auf allen Kanälen, da steht auch die ZDF-‚Herzkino‘-Romanze im Zeichen der Staatsbürgerkunde. Entsprechend steif und pathosgeladen staksen die Dialoge daher, und die Topbesetzung (u. a. Katharina Thalbach) wird zu vielen unglaubhaften Aktionen verdonnert. Schade, mit etwas mehr Mut und weniger dickem Auftrag hätte die Story das Zeug zum guten Politkrimi gehabt.“